# Олександрівка (Кегичівська селищна громада)
Олекса́ндрівка — село в Україні, у Кегичівській селищній громаді Берестинського району Харківської області. Населення — 153 осіб. До 2020 року орган місцевого самоврядування — Андріївська сільська рада.

## Географія
Село Олександрівка розташоване за 136 км від обласного центру, 32 км від районного центру та 1,5 км від річки Вошива (лівий берег). Вище за течією розташоване село Рояківка (2 км), на протилежному березі — села Гутирівка та Андріївка (3 км). Селом тече пересихаючий струмок із загатою.

## Історія
Село засноване 1885 року. з 1923 року перебувало в складі Кегичівського району.
12 червня 2020 року, відповідно до розпорядження Кабінету Міністрів України № 725-р «Про визначення адміністративних центрів та затвердження територій територіальних громад Харківської області», село увійшло до складу Кегичівської селищної громади.
19 липня 2020 року, в результаті адміністративно-теритроріальної реформи та ліквідації Кегичівського району, село увійшло до складу новоутвореного Красноградського (Берестинського) району.

## Економіка
- Молочно-товарна і вівце-товарна ферми.

## Об'єкт соціальної сфери
- Клуб.